# 20289 Неттімі
20289 Неттімі (20289 Nettimi) — астероїд головного поясу, відкритий 20 березня 1998 року.
Тіссеранів параметр щодо Юпітера — 3,559.